# Тергейден
Тергейден (нід. Terheijden) — село в нідерландській провінції Північний Брабант. Входить до муніципалітету Дріммелен.
Його площа становить 14,69 км², а населення станом на 2021 рік складало 6 230 осіб.
Перша згадка про населений пункт датується 1332 роком.
До 1997 року мало статус окремого муніципалітету.

## Галерея

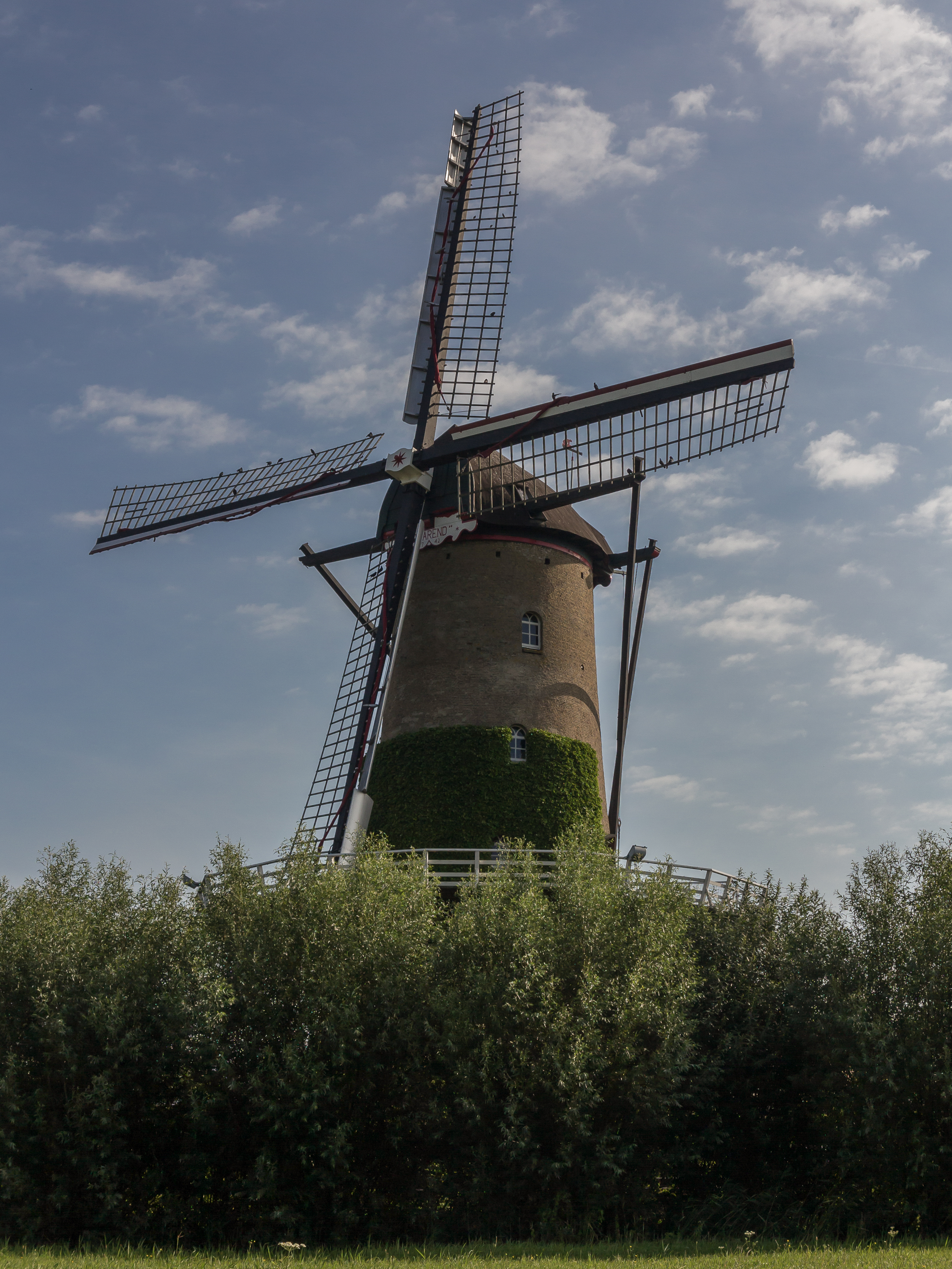
Вітряк de Arend
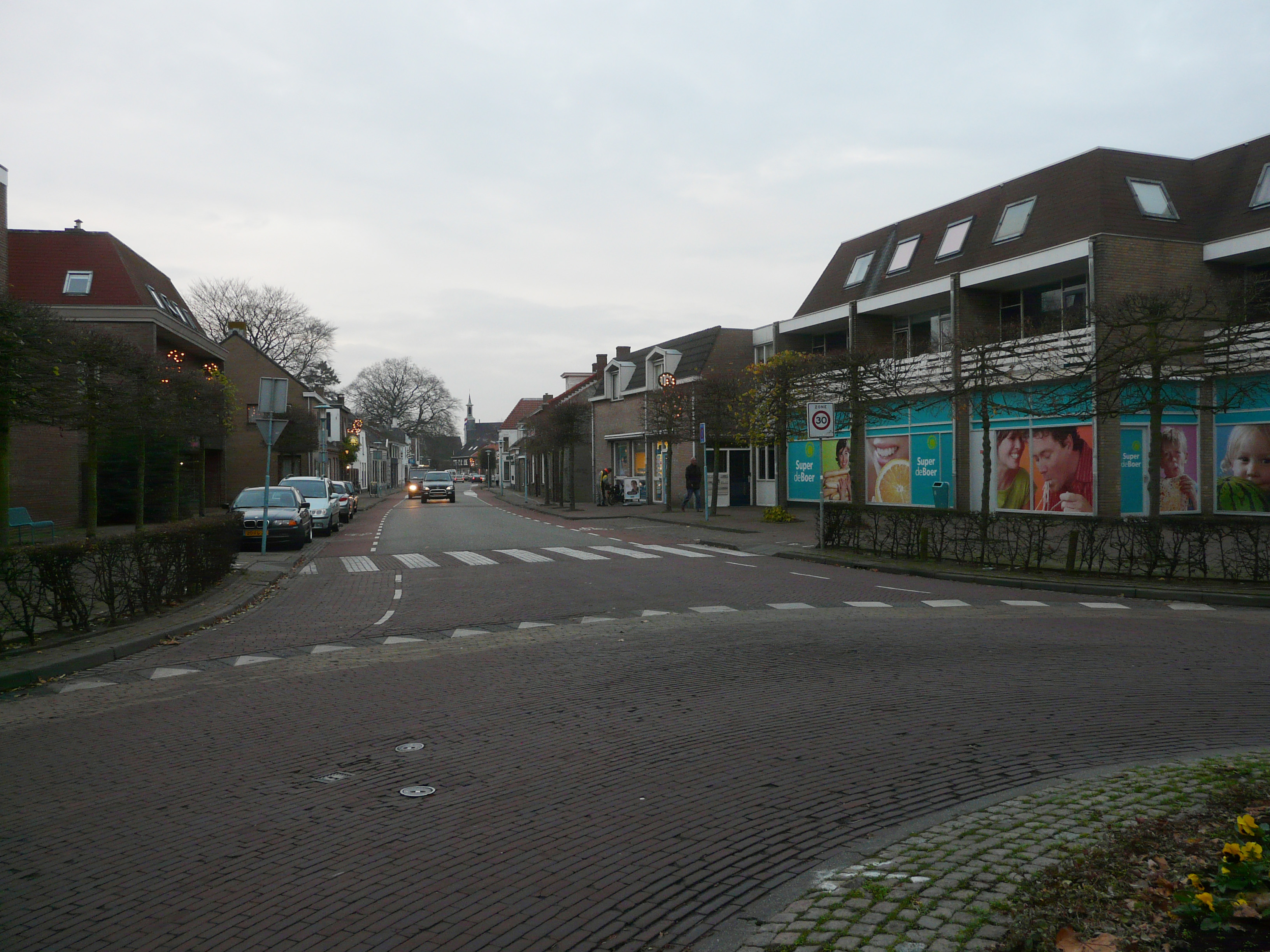
Головна вулиця села
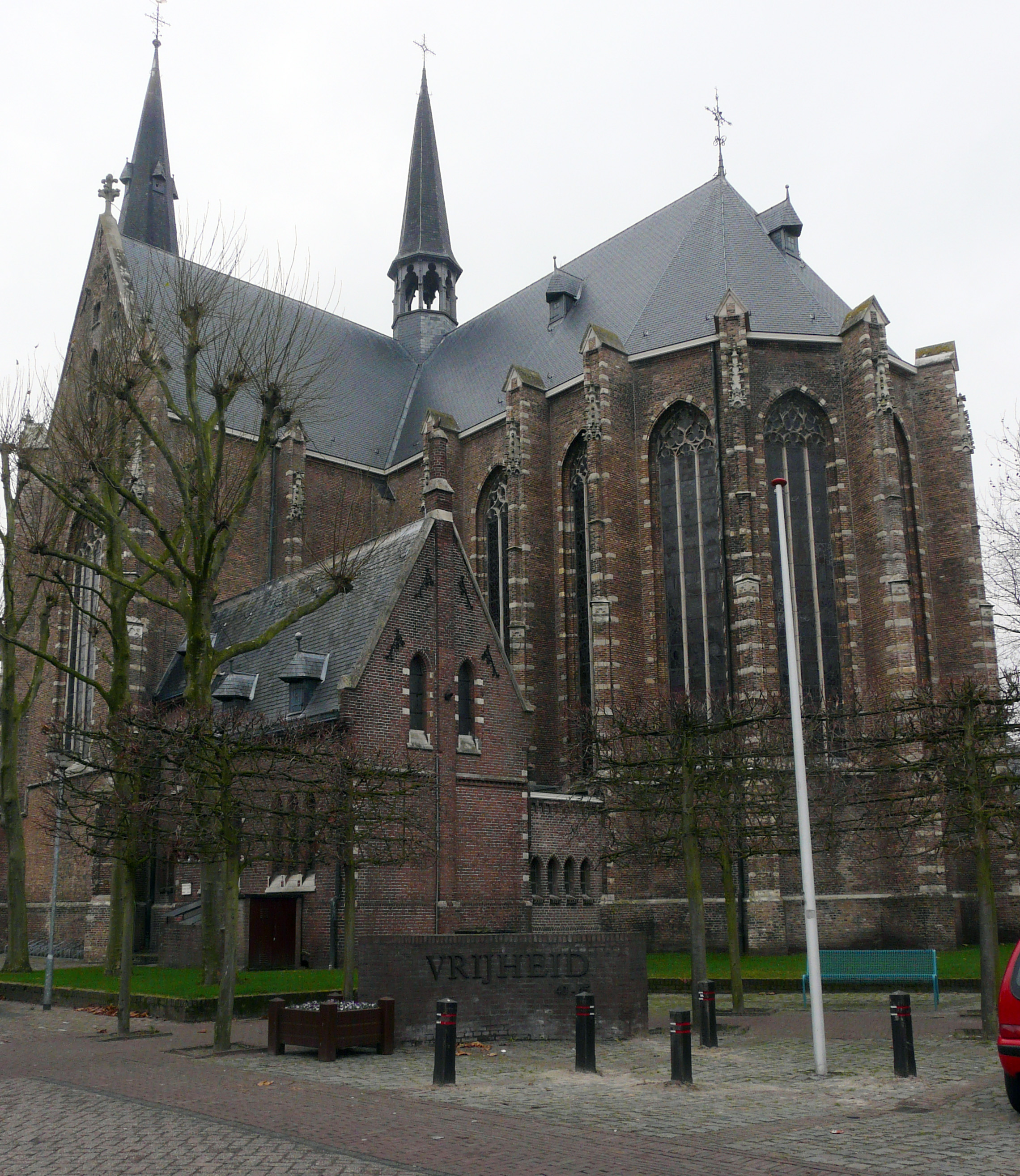
Церква св. Антонія
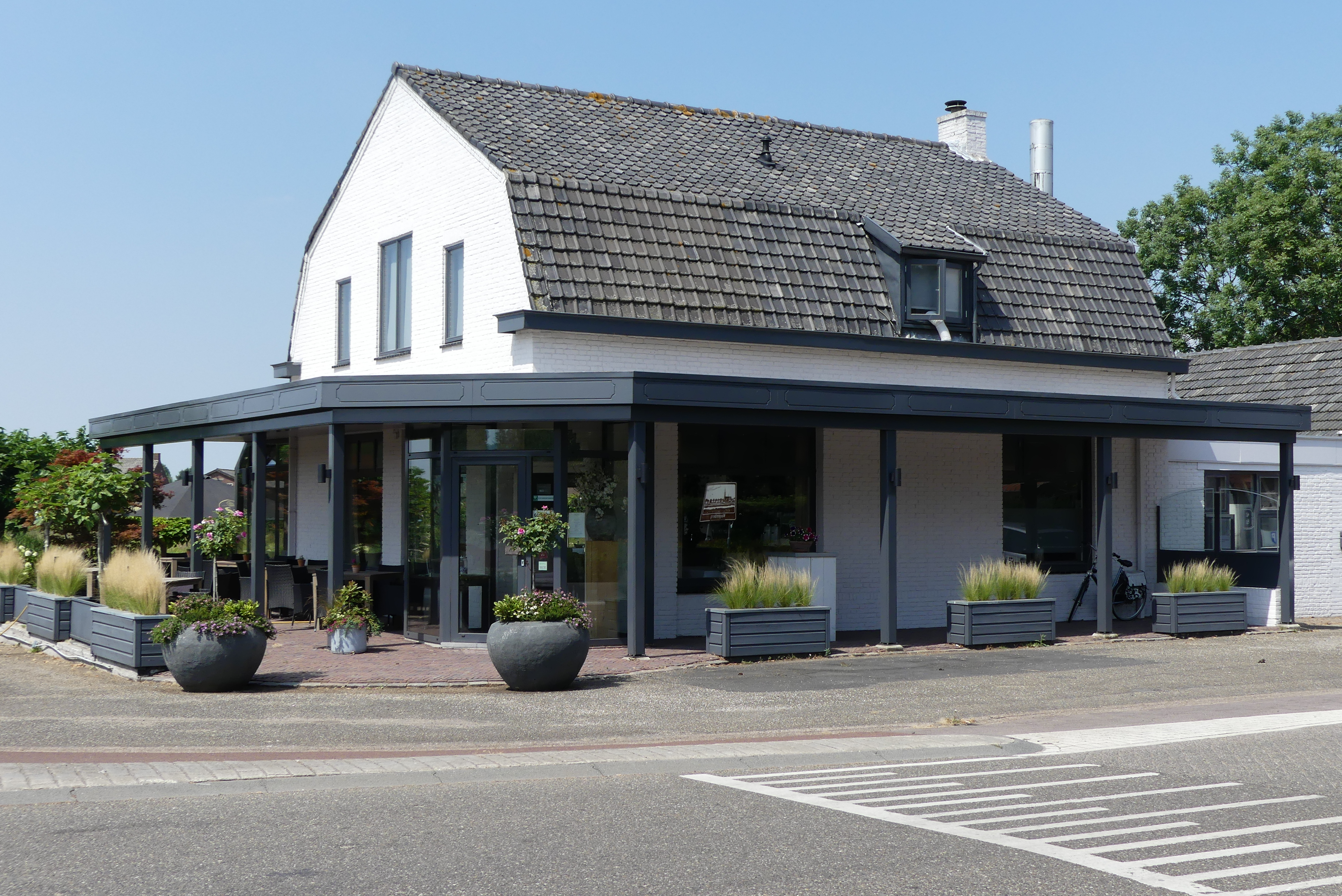
Ресторан у Тергейдені